# Фигурный переулок
Фигу́рный переу́лок — переулок в Восточном административном округе города Москвы на территории района Преображенское. Тупиковый Фигурный переулок отходит от перекрёстка 1-го Электрозаводского переулка и Суворовской улицы. По переулку числится только один дом — № 2.

## Происхождение названия
Название получил по фамилии (прозвищу) хозяина (Фигурин переулок), и только потому, что его дом как-то выделялся среди соседних, служил ориентиром.

## История
Назван в XIX веке по фамилии домовладельца Фигурина. На старых планах Москвы обозначается по-разному: Фигуров, Фигурин. До 90-х годов в справочниках обозначался как Фигурный переулок. Это единственный тупиковый (раньше такие переулки называли «тупыми») переулок района Преображенское. Жилых домов по данному адресу нет. В настоящее время в двух строениях XIX века находятся мелкие коммерческие организации.

## Описание
Небольшой тупиковый Фигурный переулок в месте примыкания к нему 1-го Электрозаводского переулка даёт начало Суворовской улице.

## Здания и сооружения
Всего: 1 дом.
По чётной стороне:
- Дом 2 — организация «Электрод-2».

## Транспорт

### Наземный транспорт
По самой улице общественный транспорт не ходит; улица доступна с транспорта, движущегося по Электрозаводской улице.
- Остановка «Первый Электрозаводский переулок»

Автобусы: 86, 171, т14.

### Железнодорожный транспорт
- Остановочная платформа Электрозаводская Казанского направления МЖД.

### Ближайшая станция метро
- Станция метро «Преображенская площадь» — в сторону Преображенской площади.
- Станции метро «Электрозаводская» (Арбатско-Покровская линия) и  «Электрозаводская» (Большая кольцевая линия) — в сторону Электрозаводского моста.
- Станция метро «Семёновская» — в сторону Семёновской площади.